# Antoine II Schetz
Antoine II Schetz né à Anvers en 1564 et décédé à Bruxelles en 1640 ou 1641, était un commandant militaire dans le service espagnol pendant la guerre de Quatre-Vingts Ans. Il était baron de Grobbendonk, seigneur de Tilbourg et Goirle, Pulle et Pulderbos, et Wezemaal. Il était le gouverneur militaire de Bois-le-Duc jusqu'à ce que la ville soit perdue au profit des Provinces-Unies lors du siège de 1629, capitaine d'un régiment de cavalerie, et chevalier de l'Ordre de Santiago.

## Famille
Anthonie a épousé Barbara Karremans en 1582 et après sa mort, en 1604, il se remarie avec Maria van Malsen, fille de Hubert van Malsen et héritière de Tilbourg. Il devient donc seigneur de Tilbourg et de Goirle par son mariage.
Il fut le père de :
- dame Isabelle de Grobbendonck (1616-1709), abbesse de l'abbaye de la Cambre;
- Ignace Schetz de Grobbendonk (1625–1680), nommé évêque de Ruremonde sans pouvoir prendre ses fonctions, puis évêque de Namur et enfin évêque de Gand;
- Lancelot Schetz (nl) (mort en 1664 ou 1665), officier de l'armée espagnole dans les Pays-Bas du Sud; aurait été commandant de Saint-Omer lorsque la ville fut assiégée par les Français en 1638; il fut stadhouder du Limbourg à la fin de sa carrière (entre 1649-1665).

## Sources
- (en) Cet article est partiellement ou en totalité issu de l’article de Wikipédia en anglais intitulé « Anthonie II Schetz » (voir la liste des auteurs).

- (nl) Cet article est partiellement ou en totalité issu de l’article de Wikipédia en néerlandais intitulé « Anthonie Schetz » (voir la liste des auteurs).